# BMW S65
| S65                            | S65                                      |
| ------------------------------ | ---------------------------------------- |
|                                |                                          |
| Виробник:                      | BMW                                      |
| Марка:                         | S65                                      |
| Тип:                           | 90° V8                                   |
| Робочий об'єм:                 | 4,0 л (3,999 куб.см, 244 куб.дюймів) см3 |
| Максимальна потужність:        | 331 кВт (450 к.с.) кВт                   |
| Максимальний обертовий момент: | 440 Н⋅м Н·м                              |
| Конфігурація:                  | V                                        |
| Циліндрів:                     | 8                                        |
| Клапанів:                      | 32                                       |
| Екологічні норми:              | Euro 6                                   |
| Хід поршня:                    | 75,2 мм мм                               |
| Діаметр циліндра:              | 92 мм мм                                 |
| Ступінь стиску:                | 12,0:1                                   |
| Охолодження:                   | рідинне охолодження                      |
| Газорозподільний механізм:     | DOHC з VVT                               |
| Матеріал блоку циліндрів:      | Алюміній                                 |
| Матеріал ГБЦ:                  | Алюміній                                 |
| Тактність (число тактів):      | 4                                        |
| Порядок роботи циліндрів:      | 1-5-4-8-7-2-6-3                          |
| Червона зона:                  | 8400 об/хв                               |
| Рекомендоване паливо:          | Бензин                                   |

BMW S65 — атмосферний бензиновий двигун V8, який випускався з 2007 по 2013 рік. Його головне використання було в BMW M3 (де він замінив рядний шестициліндровий двигун BMW S54). Прямої заміни для S65 немає, оскільки наступне покоління M3 перейшло на рядний шестициліндровий двигун з турбонаддувом (BMW S55).
Похідний від двигуна BMW S85 V10 (який використовується в E60 M5), S65 має ту саму базову архітектуру та алюмінієву конструкцію. На відміну від більшості інших двигунів BMW M, S65 і S85 не пов'язані з двигуном BMW звичайного виробництва.
S65 отримав нагороду «Міжнародний двигун року» в категорії від 3,0 до 4,0 л у 2008, 2009, 2010, 2011 та 2012 роках.

## Дизайн

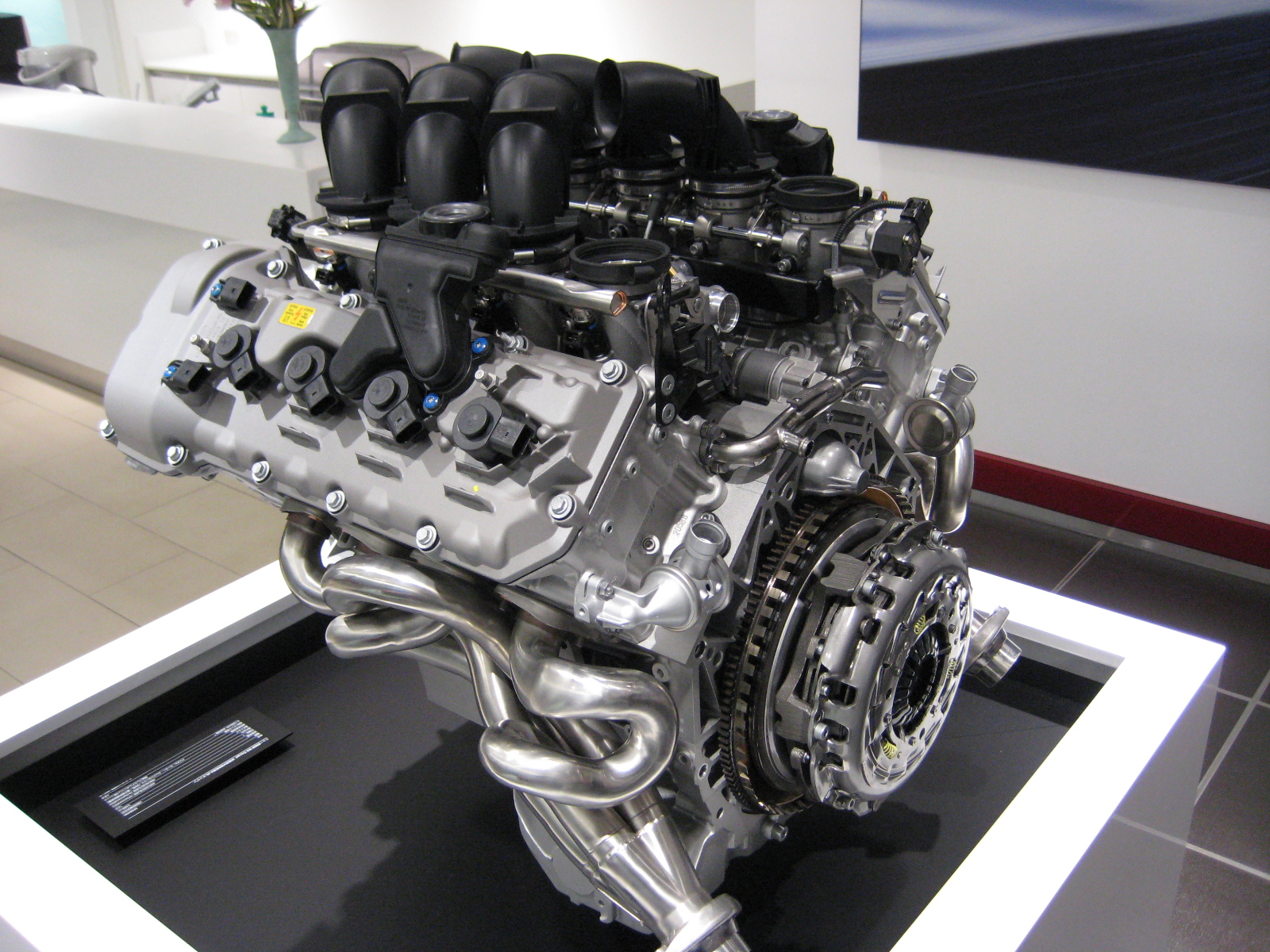
Двигун S65 зі знятою верхньою пластиковою повітряною камерою, що відкриває 8 окремих дросельних заслінок.

S65 має ті самі розміри циліндра, що й S85 V10, з 92 мм (3,6 дюйма) діаметром циліндра і 75,2 мм (3,0 дюйма) ходом поршня. Інші загальні особливості включають окремі дросельні заслінки, датчик детонації іонного струму, подвійний VANOS (змінні фази газорозподілу) і ступінь стиснення 12,0:1. Червона зона — 8400 об/хв.
Щоб зменшити вагу, система змащування з мокрим картером із двома електричними продувними насосами та головним масляним насосом замінює систему з мокрим картером із трьома насосами, яка використовується на S85. Суха вага S65 становить 202 кг (445 фунтів).
Генератор змінного струму зменшує або припиняє зарядку (залежно від рівня заряду батареї) під час прискорення, щоб максимізувати потужність, повністю заряджаючи батарею лише під час гальмування та уповільнення, коли це можливо, у системі, яку BMW називає рекуперацією енергії гальмування.
Блоком керування двигуном (ECU/DME) є Siemens MSS60, який базується на Siemens MSS65 ECU, що використовується у двигуні S85. S65 важить 202 кг (445 фунтів), що на 15 кг (33 фунтів) менше, ніж його попередник S54 з рядним шестициліндровим двигуном.
Порядок запалювання для двигуна S65 1-5-4-8-7-2-6-3, який відрізняється від типового порядку запалювання BMW V8 1-5-4-8-6-3-7-2.

## Версії
| Двигун | Об‘єм                            | Потужність                                  | Крутний момент                          | Рік      |
| ------ | -------------------------------- | ------------------------------------------- | --------------------------------------- | -------- |
| S65B40 | 3 999 куб.см (244,0 куб. дюймів) | 309 кВт (420 к.с.; 414 к.с.) при 8300 об/хв | 400 Н·м (295 фунтів·фут) при 3900 об/хв | 2007 рік |
| S65B44 | 4 361 куб.см (266,1 куб. дюймів) | 331 кВт (450 к.с.; 444 к.с.) при 8300 об/хв | 440 Н·м (325 фунтів·фут) при 3750 об/хв | 2010 рік |

### S65B40
S65B40 має діаметр 92 мм (3,6 дюйма) і хід 75,2 мм (3,0 дюйма).
Застосування:
- 2008—2013 BMW E90/92/93 M3
- 2009—2014 Wiesmann MF4-S

### S65B44
S65B44 є збільшеною версією S65 завдяки більшому ходу 82 мм (3,23 дюйма). Також використовує легкий титановий вихлоп.
Застосування:
- 2010—2011 BMW E92 M3 GTS[17]
- 2011—2012 BMW E90 M3 CRT седан[18][19]

### P65
Двигун P65 використовується для автоперегонів.
Застосування:

### P65B40
- 2008 BMW M3 ALMS[20]
- 2009 BMW M3 GT2 гоночний автомобіль[21]

### P65B44
- Гоночний автомобіль BMW Z4 GT3 2010—2015
- Гоночний автомобіль BMW Z4 GTE 2013—2016